# Streator
Streator – miasto w Stanach Zjednoczonych, w stanie Illinois, w hrabstwie LaSalle.